# Churro

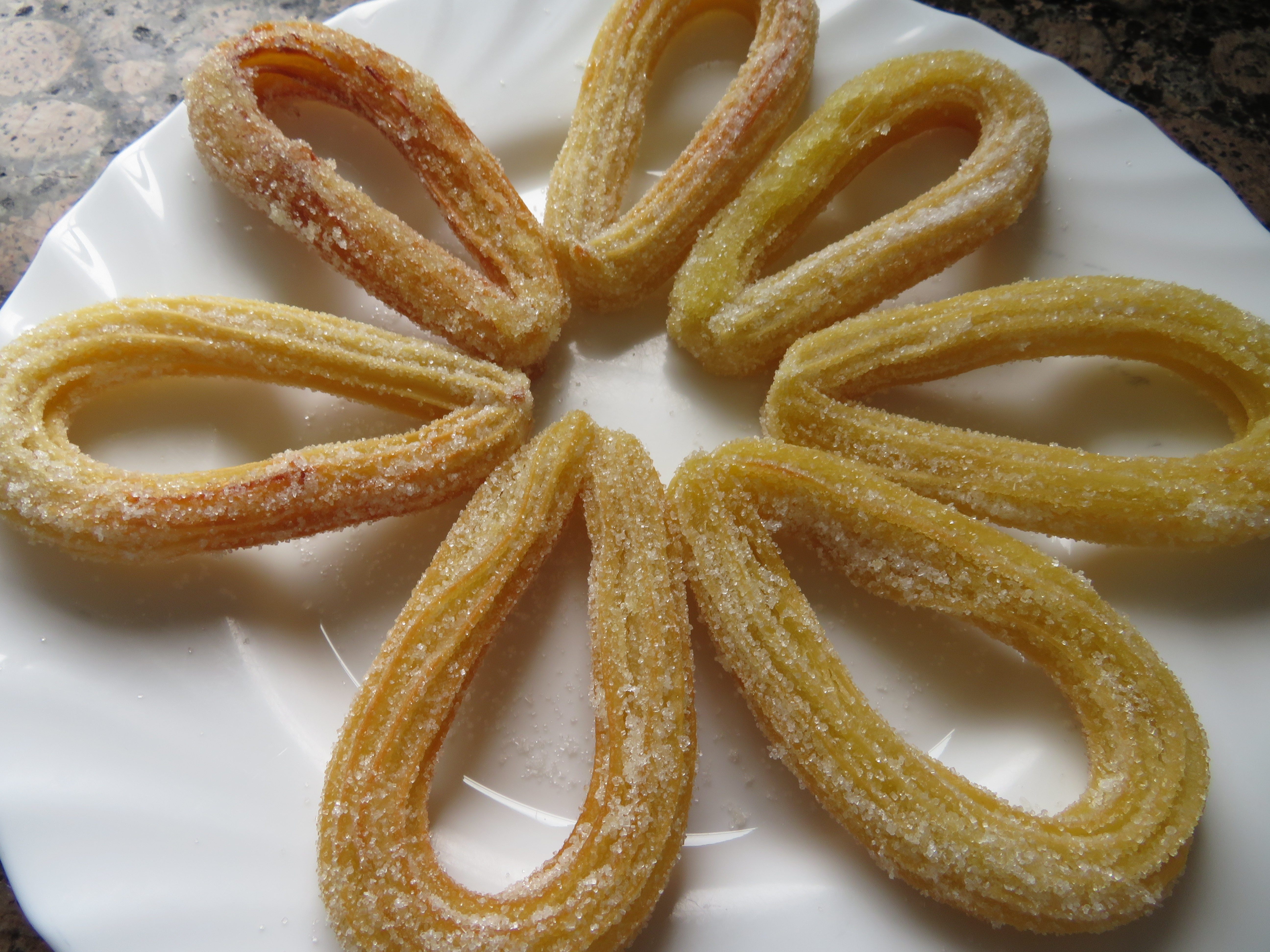
Churros

Churro é um alimento de origem ibérica, preparado com massa à base de farinha de trigo e água, em formato cilíndrico e frito em óleo vegetal. Logo após, pode ser salpicado com uma camada de açúcar por fora (opcionalmente, também com canela). 
Sendo um doce originário de Portugal e Espanha, é bastante consumido nos países hispano-americanos, desde o México até a Argentina. Porém, nestes países, o churro geralmente não possui recheio, diferente de Portugal e Brasil, onde os churros possuem uma cavidade interna contendo doce de leite ou chocolate. No Uruguai, Argentina e outros países da América Latina, o churro também pode receber recheio. É comum, no Brasil e em Portugal, vendedores ambulantes em carrocinhas comercializarem o produto em praças e eventos a céu aberto, como feiras e festas municipais.
A preparação do churro é feita com uma ferramenta na qual a massa fica armazenada e, através de um dispositivo de pressão, tal qual uma manivela, envia a massa para uma forma, que confere o aspecto estriado da massa com um canal central. Logo após, essa massa preparada é frita em óleo vegetal e deixada em repouso até a inserção do recheio e posterior consumo.
A inserção do recheio é realizada com uma espécie de tubo, que despeja o recheio no interior do churro.

## História
Uma teoria diz que os portugueses, quando partiram para o oriente, teriam trazido com eles novas técnicas culinárias, incluindo modificar a massa de Youtiao, também conhecido como Youzagwei, no sul da China. No entanto, teriam modificado o aspecto para a forma de estrela, porque não aprenderam a habilidade chinesa de "puxar" a massa (o imperador chinês tornou crime com pena de morte a quem compartilhasse o conhecimento com os estrangeiros). Como resultado, churros não são "puxados", mas sim extrudados através de um molde em forma de estrela.
Outra teoria é que os churros foram criados por pastores espanhóis, para que substituíssem comidas feitas com massas frescas. A massa dos churros era fácil de ser produzida e frita em fogo aberto, nas montanhas, onde os pastores viviam a maior parte do tempo.